# Phim trường Hoành Điếm

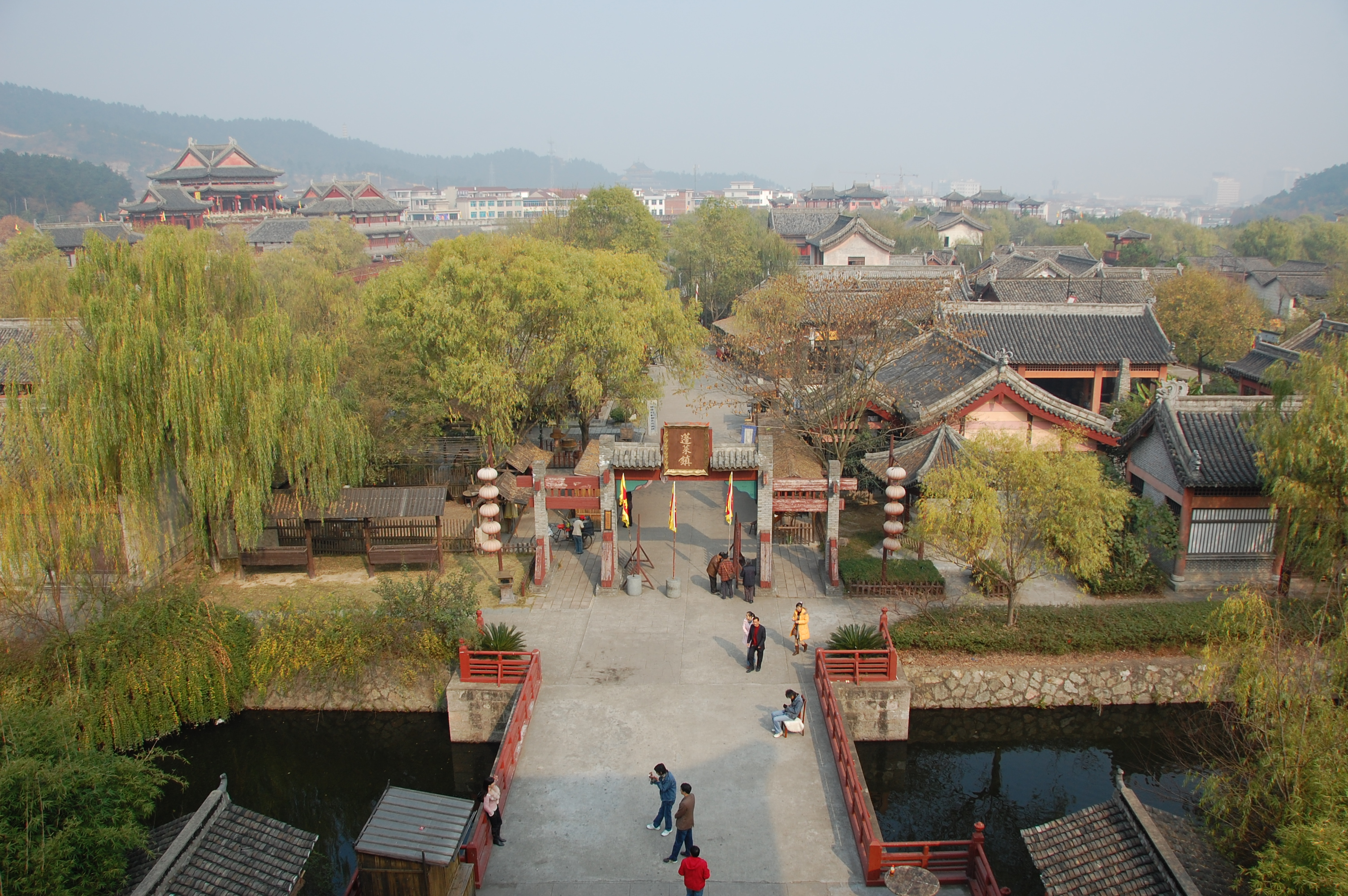
Hengdian World Studios

Cảnh quay phim truyền hình tại Phim trường Hoành Điếm

Phim trường Hoành Điếm (tiếng Trung: 横店影视城; bính âm: Héngdiàn yǐngshì chéng) là phim trường tọa lạc ở trấn Hoành Điếm, thành phố cấp huyện Đông Dương, thành phố Kim Hoa, tỉnh Chiết Giang, Trung Quốc. Hiện nay, đây là phim trường rộng nhất thế giới. Tập đoàn Hoành Điếm (橫店集團) do Từ Văn Vinh (徐文榮) sáng lập là đơn vị sở hữu phim trường này.

## Phim trường
Phim trường miễn phí cho các đoàn làm phim, trường quay thu lợi nhuận từ dịch vụ khách sạn, nhà hàng, cung cấp thiết bị và trang phục.
Phim trường bao gồm 13 điểm quay phim với tổng diện tích lên đến 330 ha và diện tích xây dựng 495.995 mét vuông. Đây là phim trường rộng nhất thế giới Ngoài quy mô khổng lồ, studio còn có một số kỷ lục bao gồm:
1. Tượng Phật trong nhà lớn nhất Trung Quốc.
2. Phim trường trong nhà Quy Mô Lớn Nhất.
3. Số lượng Phim và Cảnh quay qua Điện thoại cao nhất tính đến năm 2005.[cần dẫn nguồn]

Một trong những tòa nhà lớn nhất của studio là Cung vua Tần được xây dựng theo phong cách Thời kỳ đầu của Triều đại nhà Tần và nhà Hán. Khu vực đó vẫn thường được sử dụng để quay những bộ phim lấy bối cảnh thời đại này. Đạo diễn Trương Nghệ Mưu đã sử dụng tòa nhà này làm bối cảnh cung điện của Hoàng đế Tần cho bộ phim năm 2002  Anh hùng . Phim truyền hình dài tập của hãng TVB Hong Kong có tựa đề  Cỗ máy thời gian  kể câu chuyện về Tần Thủy Hoàng cũng sử dụng tòa nhà này làm bối cảnh chính. Trường quay cũng được sử dụng để quay  Vua Kung Fu , sự hợp tác đầu tiên trên màn ảnh giữa Thành Long và Lý Liên Kiệt. Ngoài ra, nó cũng được sử dụng để quay loạt phim truyền hình Hàn Quốc nổi tiếng  Hoàng hậu Ki .
Hơn 1.200 bộ phim và chương trình truyền hình đã được quay ở đây, bao gồm cả tác phẩm đoạt giải Oscar của đạo diễn
Lý An -  Ngọa hổ tàng long ; The Mummy: Tomb of the Dragon Emperor được Hollywood đồng sản xuất sử dụng các bối cảnh trong phim trường; và phim trực tuyến Hoa Mộc Lan phát hành trên Disney + vào ngày 4 tháng 9 năm 2020 tại Hoa Kỳ.

## Lịch sử
Năm 1995, đạo diễn Tạ Tấn được trao làm phim lịch sử Chiến tranh Nha phiến mừng dịp Hồng Kông được trao trả cho Trung Quốc năm 1997. Một người khá giàu từ xưởng dệt lụa là ông Wenming biết tin đoàn làm phim không tìm được nơi thích hợp quay cảnh Quảng Châu thế kỉ 19 nên đã đến gặp đạo diễn để hợp tác. Đạo diễn từ chối vì ông Wenming chưa từng xem phim điện ảnh. Ông Wenming bảo trợ lý đến tận nhà đạo diễn thuyết phục. Đạo diễn đồng ý.

Năm 1996, Hoành Điếm được bắt đầu xây dựng.

Năm 1997, vì quay phim Kinh Kha thích Tần nên cung vua Tần được xây dựng rộng 110.000m2. Phố Tần Hán dài 120m.

Năm 1998, xây dựng phố Hong Kong rộng 25.600m2. Bối cảnh miền Nam được xây dựng rộng 37.290m2. Đầu tư *** tệ xây Cố cung Bắc Kinh rộng 160.000m2.

Vào năm 2000, tất cả các cảnh quan đều được miễn phí.

Năm 2004, Khu thử nghiệm Công nghiệp Điện ảnh và Truyền hình Hoành Điếm được thành lập là khu thử nghiệm công nghiệp điện ảnh và truyền hình quốc gia số một Trung Quốc.

Năm 2006, vườn Viên Minh được xây dựng.

Năm 2010, phim trường Hoành Điếm (Hengdian World Studios) được xếp vào danh sách Thắng cảnh quốc gia cấp AAAAA.

Năm 2012, Cảnh thanh minh trên sông được xây dựng.

Năm 2015, vườn Viên Minh mới được xây dựng.

## Thư viện ảnh

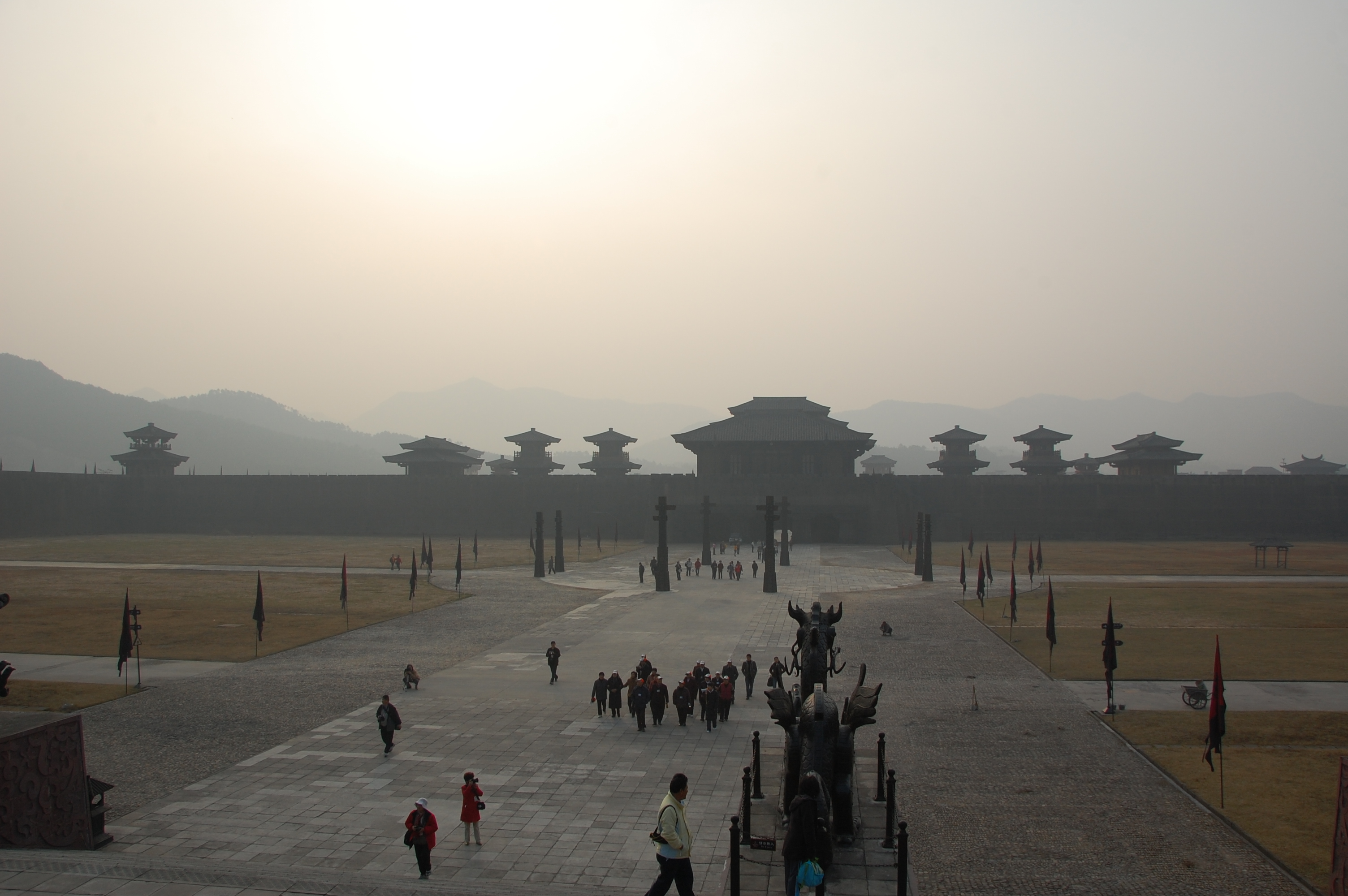
Cung vua Tần
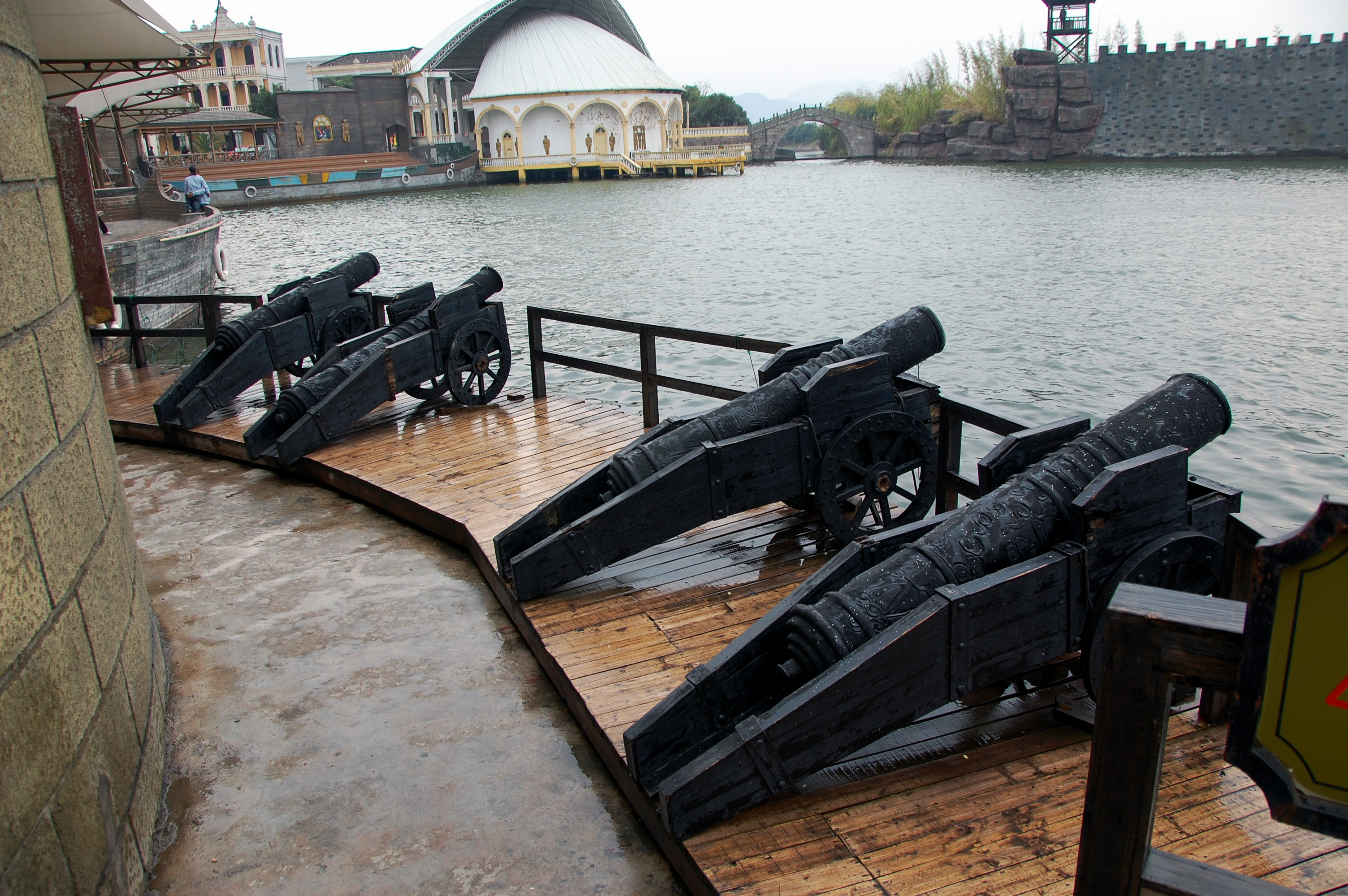
Phố Quảng Châu
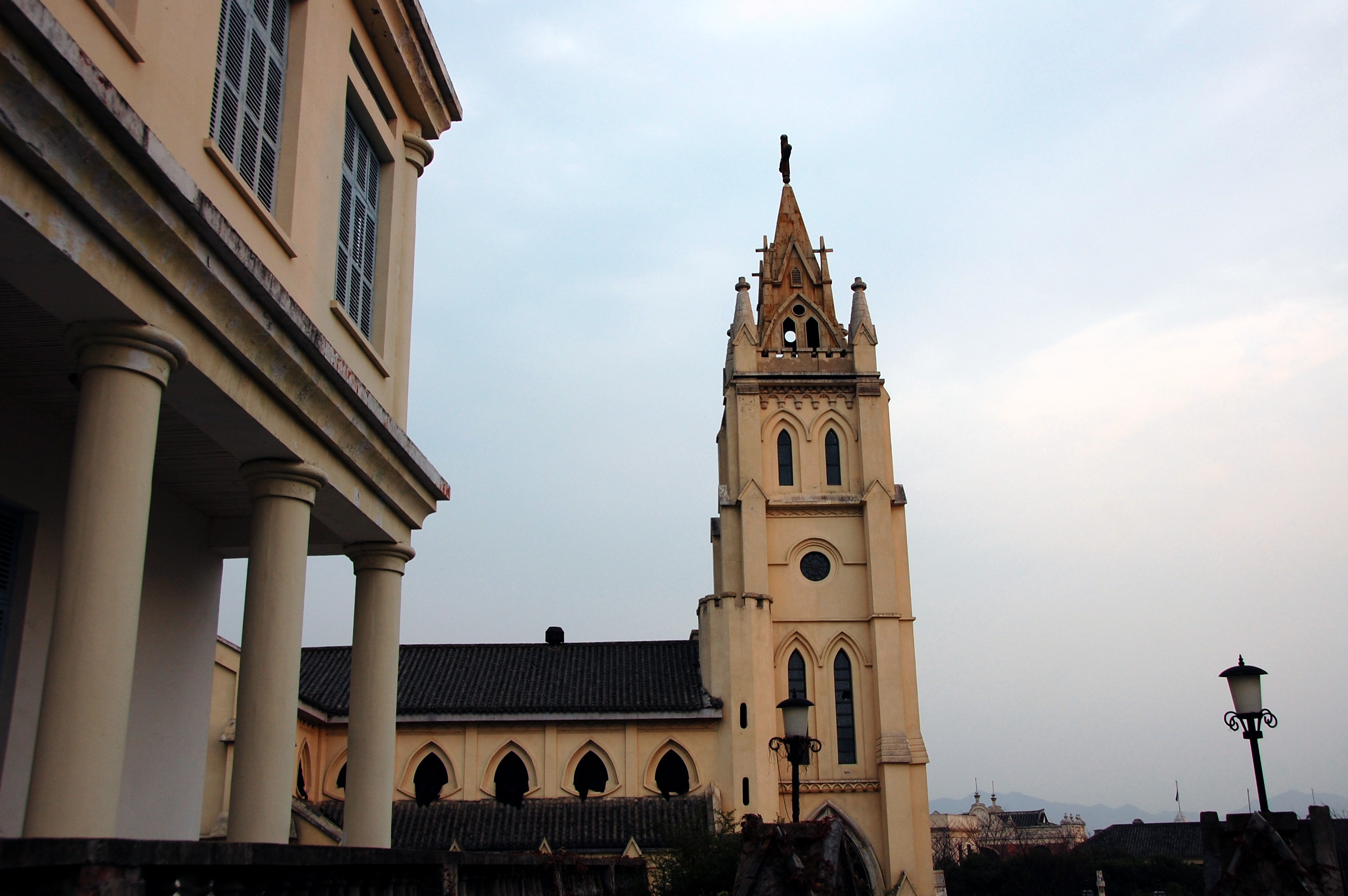
Phố Quảng Châu
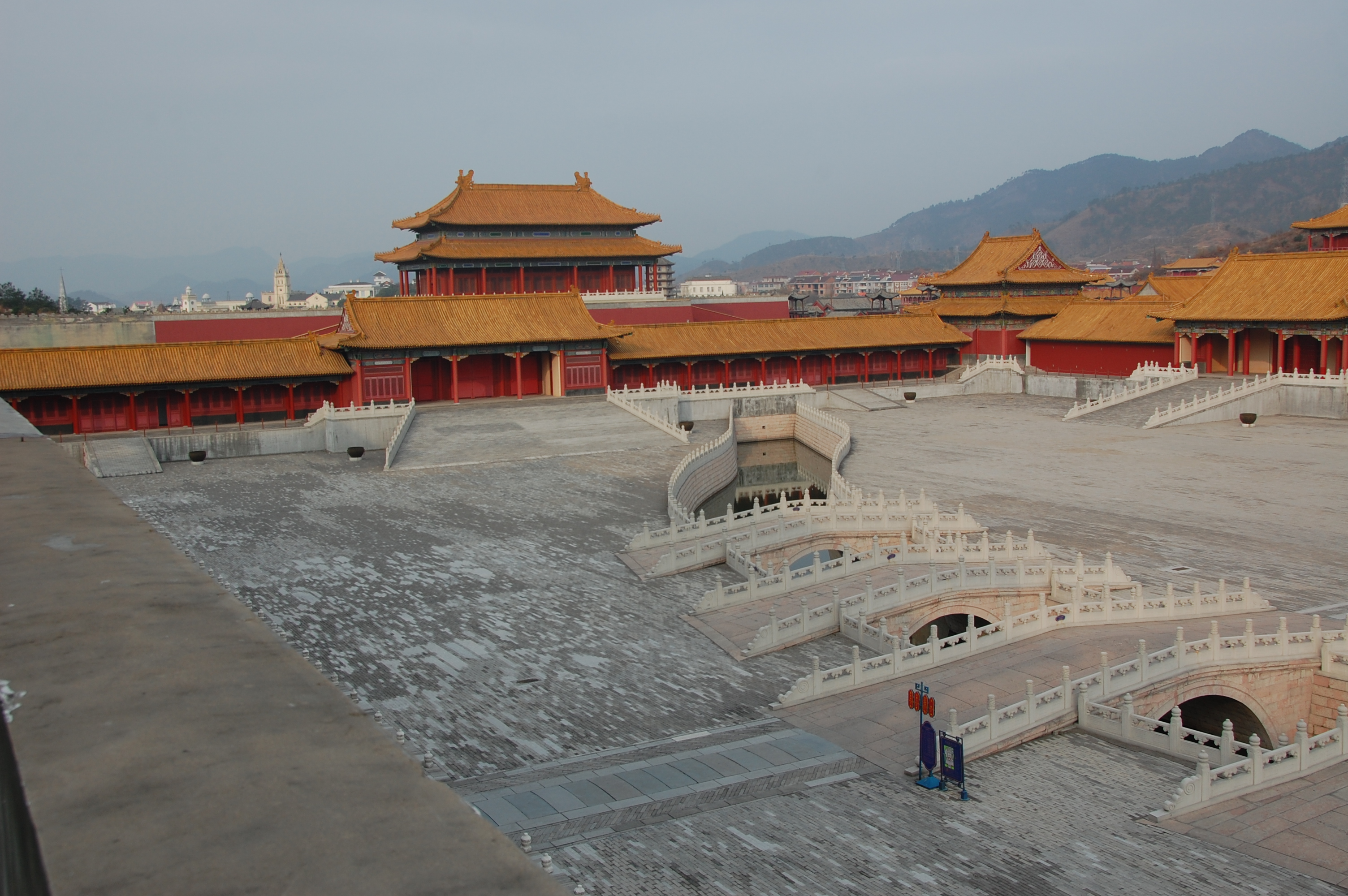
Cố Cung (Bắc Kinh)
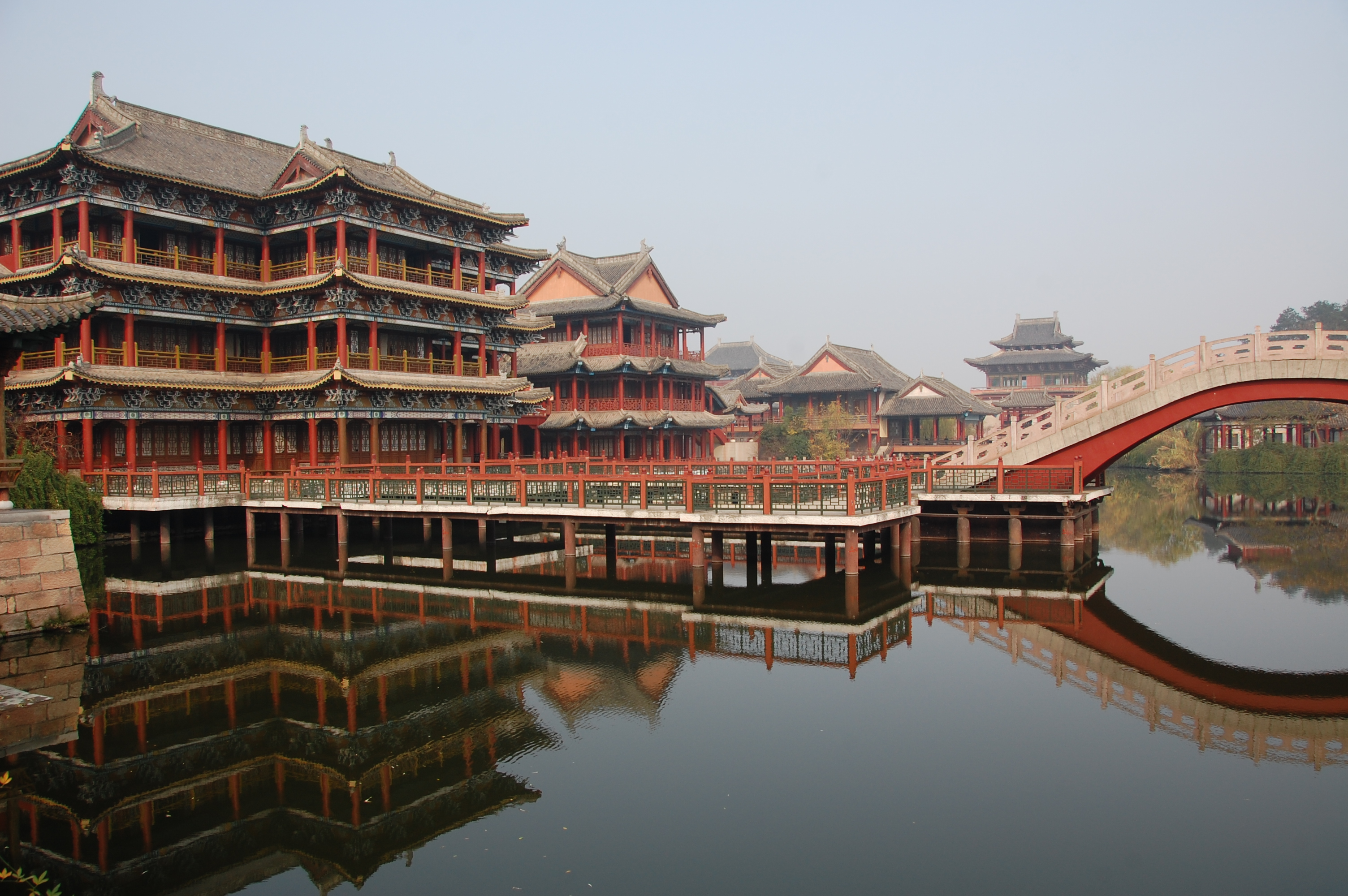
Cảnh thanh minh trên sông
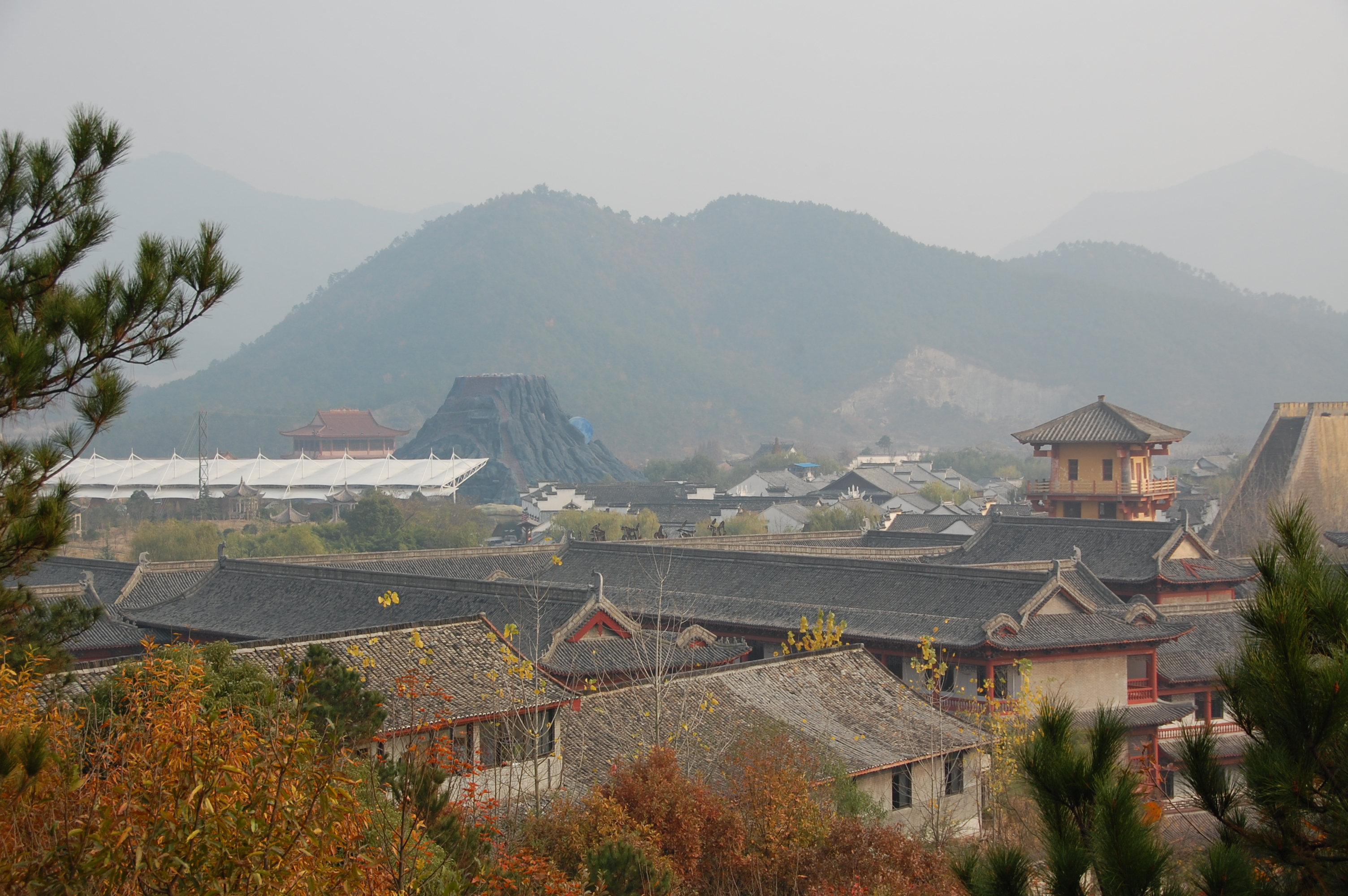
Thành phố phim trường
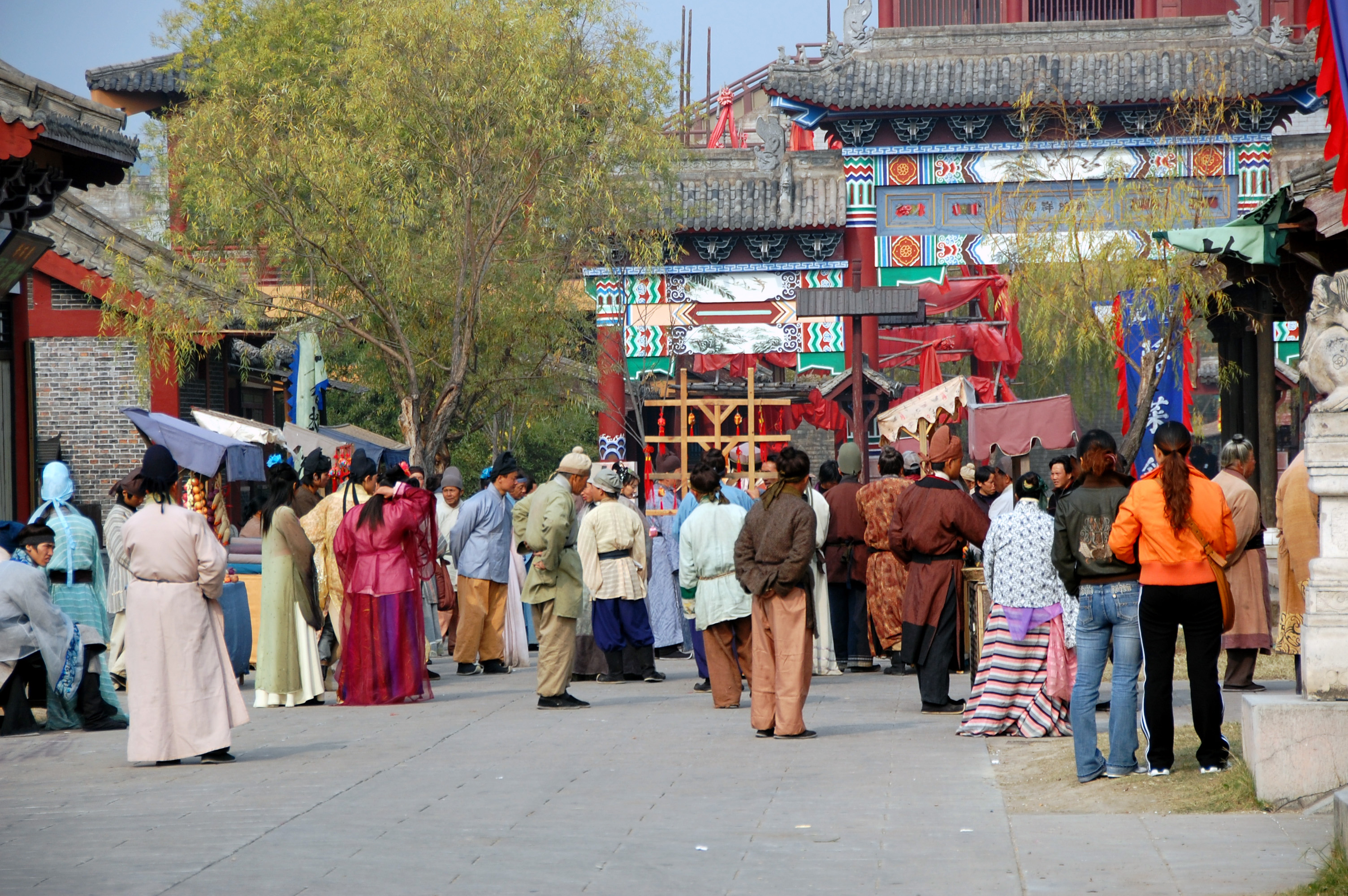
Diễn viên quần chúng ở Hoành Điếm

## Khách tham quan
| 2011       | 2012        | 2013       | 2014       | 2015          | 2016        | 2017     | 2018     | 2019     |
| ---------- | ----------- | ---------- | ---------- | ------------- | ----------- | -------- | -------- | -------- |
| 10,9 triệu | 11,77 triệu | 12 million | 13,8 triệu | 15.18 million | 15,77 triệu | 16 triệu | 19 triệu | 20 triệu |

## Quay phim và chụp ảnh từ xa
在横店影视城取景的作品列表（该版本）
70% phim và phim truyền hình cổ trang của Trung Quốc được quay tại Hengdian World Studios mỗi năm.